# Васька
«Васька» — радянський трисерійний художній фільм 1989 року, знятий на кіностудії «Ленфільм».

## Сюжет
У 1934 році на будівництві Московського метрополітену працювала Маргарита Чугуєва, прозвана за велику статуру і чоловічу силу Ваською. Одного разу серед новачків бригади вона впізнала Осипа — свого мучителя, що знущався над спецпереселенцями в сибірському селищі, куди була заслана в роки колективізації сім'я заможних селян Чугуєвих, і звідки втекла Маргарита…

## У ролях
- Тетяна Комарова — Васька (Маргарита Чугуєва)
- Ірина Мазуркевич — Тата Куницька, дочка професора-«челюскинця»
- Микола Стоцький — Митя Платонов, бригадир, комсорг шахти
- Сергій Бехтерєв — Гоша Успенський
- Олексій Жарков — Осип
- Олександр Калягін — Каганович, перший Прораб
- Анатолій Равикович — Федір Юхимович Лобода
- Олександр Романцов — Микола Миколайович Бібіков, інженер
- Станіслав Ландграф — Товариш Шахтком
- Юрій Лазарев — Гусаров
- Людмила Шевель — Мері Золотилова, працівниця шахти
- Юрій Прохоров — Круглов, прохідник-метробудівельник
- Леонід Дьячков — Костянтин Якович Куницький, батько Тати, професор
- Олена Успенська — Зись
- Шерхан Абілов — капітан НКВС
- Ірина Ракшина — Никанорова, сусідка Васьки по гуртожитку
- Наталія Данилова — Адель, знайома Бібікова
- Георгій Тейх — пацієнт
- Віктор Гоголєв — професор археології
- Володимир Марков — новий інженер
- Сергій Ісавнін — глядач на зустрічі «челюскінців»
- Сергій Лосєв — лікар
- Валерій Цикалов — пацієнт
- Віктор Бичков — парашутист, пацієнт

## Знімальна група
- Режисер — Віктор Титов
- Сценарист — Сергій Антонов
- Оператори — Володимир Ільїн, Сергій Бирюк
- Художники — Владислав Орлов, Сергій Шемякин